# Halichondrida
Los halicóndridos (Halichondrida) son un  orden de esponjas de mar de la clase Demospongiae.

## Taxonomía
Se reconocen las siguientes familias:
- Axinellidae Carter, 1875
- Bubaridae Topsent, 1894
- Dictyonellidae Van Soest, Diaz & Pomponi, 1990
- Halichondriidae Gray, 1867
- Heteroxyidae Dendy, 1905
- Scopalinidae Morrow, Picton, Erpenbeck, Boury-Esnault, Maggs & Allcock, 2012